# Lustrochernes rufimanus
Lustrochernes rufimanus är en spindeldjursart som först beskrevs av Carl Ludwig Koch 1843.  Lustrochernes rufimanus ingår i släktet Lustrochernes och familjen blindklokrypare. Inga underarter finns listade i Catalogue of Life.